# Mohamed Rahem
Mohamed Rahem (ur. 21 czerwca 1970) – algierski piłkarz grający na pozycji pomocnika. W swojej karierze rozegrał 15 meczów i strzelił 2 bramki w reprezentacji Algierii.

## Kariera klubowa
Swoją karierę piłkarską Rahem rozpoczął w klubie USM El Harrach. W sezonie 1989/1990 zadebiutował w jego barwach w pierwszej lidze algierskiej. W sezonie 1991/1992 wywalczył z nim wicemistrzostwo Algierii. W latach 1993–1998 grał w marokańskim klubie Chabab Mohammédia. W 1998 roku wrócił do USM El Harrach, a w sezonie 2001/2002 występował w NA Hussein Dey, w którym zakończył swoją karierę.

## Kariera reprezentacyjna
W reprezentacji Algierii Rahem zadebiutował 31 grudnia 1989 roku w zremisowanym 0:0 towarzyskim meczu z Senegalem, rozegranym w Dakarze. W 1990 roku został powołany do kadry na Puchar Narodów Afryki 1990. Na tym turnieju rozegrał trzy mecze: grupowe z Nigerią (5:1) i z Egiptem (2:0) oraz finałowy z Nigerią (1:0). Z Algierią wywalczył mistrzostwo Afryki.
Z kolei w 1992 roku wystąpił w jednym meczu grupowym Pucharu Narodów Afryki 1992 z Kongiem (1:1). Od 1989 do 1993 roku rozegrał w kadrze narodowej 15 meczów i strzelił 2 gole.